# Мерсад Бербер
Мерсад Бербер (Босански Петровац, 1. јануар 1940 — Загреб, 7. октобар 2012) био је академски сликар из Босне и Херцеговине.

## Биографија
У Љубљани је 1963. године завршио сликарске студије на Академији лепих уметности у класи Максима Седеја, а магистрирао је графичко сликарство са професором Риком Дебењаком. Петанест година доцније, Бербер стиче позицију професора на Академији лепих уметности у Сарајеву. Од 1965. и прве самосталне изложбе у љубљанској Градској галерији, каријера овог уметника креће узлазном путањом.
Данас је Бербер један од најпознатијих графичких сликара на свету који је 1984. године увршћен у колекцију галерије Тејт (Tate Gallery), стварајући естетски и етички идентитет своје домовине познат милионима људима. Скоро 40 година свог уметничког рада потрошио је као истински homo universalis са сликањем, графичким цртежима, илустровањем и препарирањем библиографских едиција, графичких и поетских карти. Његова сценографија и дизајн костима заживели су у позориштима у Љубљани, Загребу и Вашингтону. Свој анимирани филм Темпо Секондо (Tempo Secondo) завршио је 1985. године.
Од 1966. године Мерсад Бербер је добио више од педесет награда и признања. Поред многих међународних награда, треба издвојити Златну медаљу и хонорарну диплому на Првој међународној изложби графике у Трсту, прву награду на 11-ом Међународном бијеналу у Сао Паолу, Хонорарну награду на 10-ом Међународном бијеналу у Токију, прву награду на 7-мом Медитеранском бијеналу у Александрији, награду ИКОМ-а у Монте Карлу, награду града Кракова на 4-ом Међународном бијеналу графике и др.
2007. године постао је члан Руске академије уметности.
Од 1992. године Мерсад Бербер је живео у Загребу и Дубровнику. 
Умро је 7. октобра 2012. у Загребу.